# Minimum-Maximum (DVD)
Dubbel-DVD-utgåvan Minimum – Maximum med det tyska bandet Kraftwerk gavs ut i december 2005. Dubbel-DVD:n skildrar deras liveframträdande så som det såg ut under turnén 2004 och 2005.
Deras vana trogen gavs DVD:n ut både i en tysk- och en engelskspråkig version, det vill säga att de har valt ut vissa låtar från städer där de sjöng på engelska för den engelskspråkiga versionen och samma låtar sjungna på tyska i städer där det talas tyska.
DVD:n innehåller också, som bonusmaterial, deras framträdande på MTV music awards i Glasgow 2003.
DVD:n gavs också ut i en lyxutgåva som går under benämningen Notebook eftersom förpackningen är i form av en laptop. Lyxutgåvan innehåller förutom dubbel-DVD:n, en dubbel-CD med konserten och en 88-sidig bok med bland annat fotografier från turnén.
| Skiva 1 1. Meine Damen und Herren 2. Die Mensch-Maschine 3. Planet der Visionen 4. Tour de France Etape 03 5. Vitamin 6. Tour de France 7. Autobahn 8. Das Modell 9. Neonlicht 10. Radioaktivität 11. Trans Europa Express Skiva 2 1. Nummern 2. Computerwelt 3. Heimcomputer 4. Taschenrechner / Dentaku 5. Die Roboter 6. Elektro-Kardiogramm 7. Aerodynamik 8. Music Non-Stop 9. Aerodynamik (MTV music awards 2003 - Glasgow) | Skiva 1 1. Meine Damen und Herren 2. The Man-Machine 3. Planet of Visions 4. Tour de France 03 5. Vitamin 6. Tour de France 7. Autobahn 8. The Model 9. Neon Lights 10. Radio-Activity 11. Trans-Europe Express Skiva 2 1. Numbers 2. Computer World 3. Home Computer 4. Pocket Calculator / Dentaku 5. The Robots 6. Elektro-Kardiogramm 7. Aerodynamik 8. Music Non-Stop 9. Aerodynamik (MTV music awards 2003 - Glasgow) |